# Толстое (Толстенская поселковая община)
Толстое (укр. Товсте) — посёлок в Чортковском районе Тернопольской области Украины. Административный центр Толстенской поселковой общины.

## Географическое положение
Посёлок городского типа Толстое находится на берегу реки Тупа, выше по течению примыкает село Свидова, ниже по течению примыкает село Головчинцы.
Через посёлок проходят железная дорога Чортков — Залещики (станция Толстое) и автомобильные дороги М-19 (E 85), Р-24.

## История
Поселение известно с 1449 года.
В 1571 году селение получило от короля привилегию на проведение ярмарки, с 1580 года — на проведении двух ярмарок ежегодно.
В XVI в. город принадлежал Михаилу Хмелю, отцу Богдана Хмельницкого.
Первые упоминания о еврейской общине отнсятся к началу 18 века, в 1734 году здесь поселился Исраель Баал Шем Тов (БЕШТ), ставший впоследствии основателем хасидизма. Его мать похоронена на еврейском кладбище в Тлусте.
В 1717 году местечко стало центром римско-католической парафии.
В 1880 году здесь насчитывалось 3199 человек и 365 домов, действовали двухлетняя школа, почтовое отделение, ссудная касса и католический костёл.
К 1930 г. количество жителей в Тлусте выросло до 4000 человек. Евреи составляли примерно две трети населения местечка.
По состоянию на 1939 г. здесь проживало 1196 евреев.
С 1940 г. — посёлок городского типа.
В ходе Великой Отечественной войны 8 июля 1941 года селение было оккупировано наступавшими немецкими войсками.
В августе 1941 здесь были созданы юденрат и еврейская полиция. В марте 1942 г. евреев закрыли в гетто, сюда же согнали евреев из окружающих сёл. Заключенные из гетто направлялись в трудовые лагеря, расположенные поблизости. Первая «акция» состоялась в августе 1942 г. 300 евреев были отправлены в лагерь уничтожения Белжец. 20 сентября 1942 года немцы изгнали евреев Залещиков в соседние гетто; большинство из них были отправлены в Тлусте. В следующем месяце, 5 октября, произошла вторая крупная «акция». 1000 евреев были депортированы из местечка, и около 200 были убиты на месте. Зимой в гетто вспыхнула эпидемия тифа, многие заключенные умерли от болезни и от голода. Третья «акция» в Тлусте началась утром 27 мая 1943 г. Людей вывели на городскую площадь, где они были должны сдавать все ценности. Трудоспособные мужчины были доставлены на еврейское кладбище рыть ямы. Во второй половине дня заключенных группами по 100 человек начали отводить на кладбище. Расстрел продолжался до 9 часов вечера. Были убиты до 3000 человек…Через 10 дней, 6 июня, немцы и полицаи окружили гетто и начали его полную зачистку. Убийства продолжались в течение 2 дней, были убиты все оставшиеся евреи, до 1000 человек. Некоторым удалось спрятаться в лесах или избежать смерти в трудовых лагерях. Таких было около 200 человек.
В 1944 году Тлусте переименовано на Толстое. До 1962 г. было районным центром Толстенского района.
По состоянию на начало 1977 года здесь действовали хлебокомбинат, молочный завод, завод пластмассовых изделий, кирпичный завод и завод по производству гипса.
В 1983 году численность населения составляла 4,1 тыс. человек, здесь действовали хлебокомбинат, молочный завод, завод пластмассовых изделий, кирпичный завод, гипсовый завод, дом быта, ПТУ, две общеобразовательные школы, больница, Дом культуры и две библиотеки.
В январе 1989 года численность населения составляла 4689 человек.
По состоянию на 1 января 2013 года численность населения составляла 3348 человек.
До 2020 года посёлок входил в Залещицкий район.

## Экономика
- Хлебозавод.

## Объекты социальной сферы
- Школа.
- ПТУ № 22.
- Музыкальная школа.
- Детский сад.
- Дом культуры.
- Больница.

## Известные уроженцы
- Кошель, Степан Николаевич — Герой Советского Союза.
- Вахштейн, Бернхард — историк
- Зубжицкий-Сас, Ян Кароль — архитектор

## Достопримечательности
- Братская могила советских воинов.
- Старое еврейское кладбище.
- Костёл Святой Анны (1912 г.)

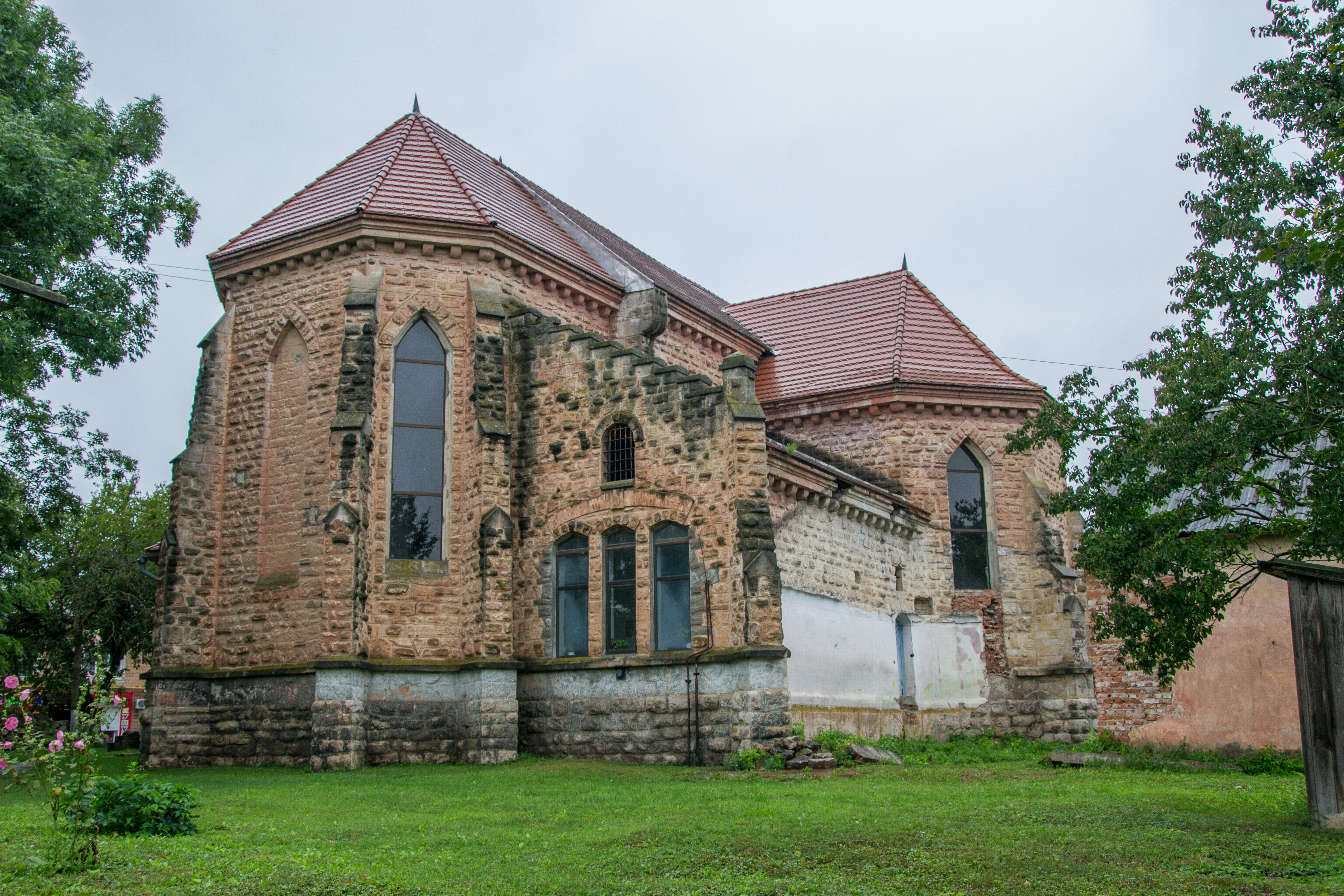
Костёл Святой Анны

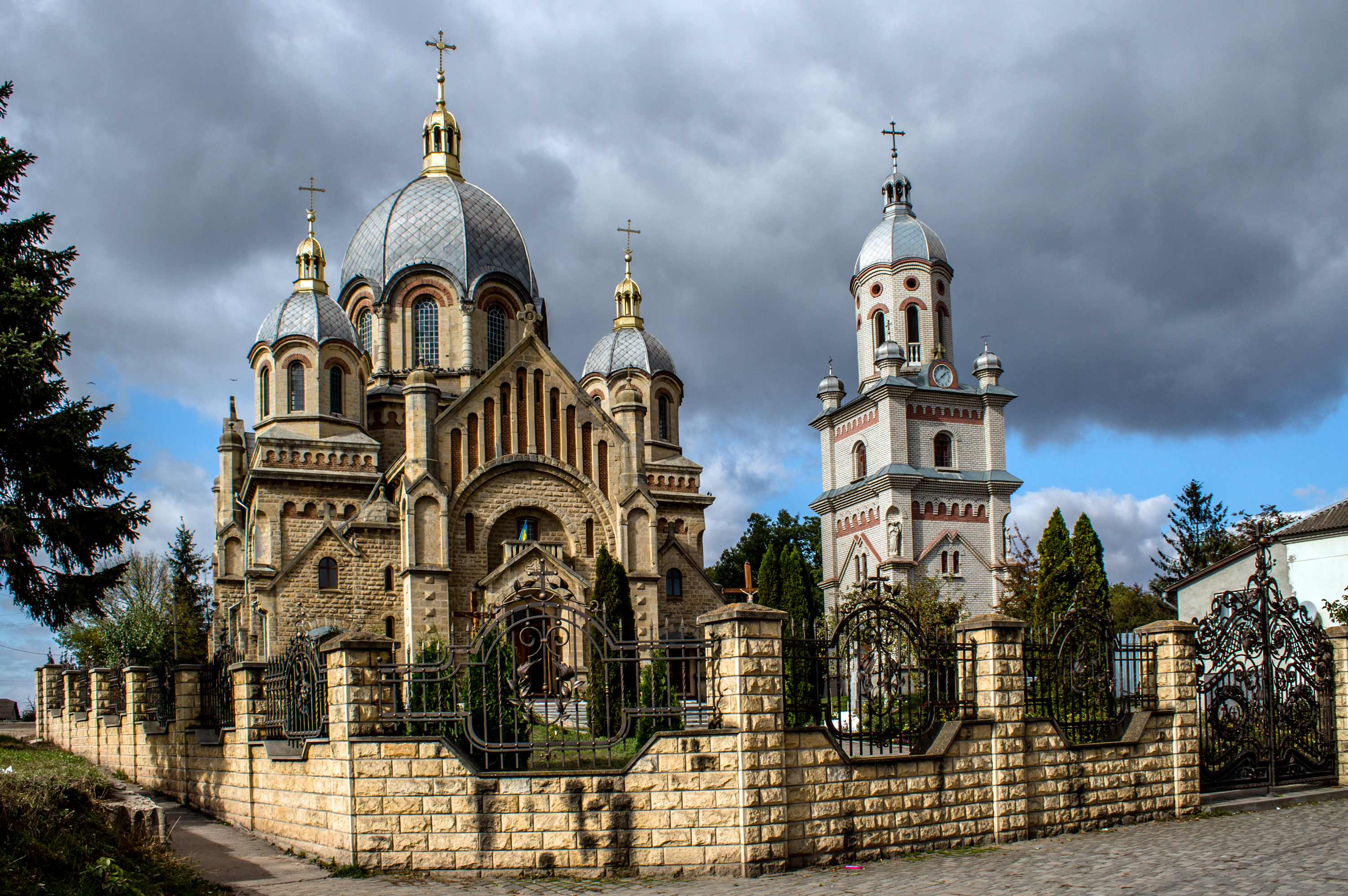
Церковь Св. Архистратига Михаила

- Церковь Св. Архистратига Михаила (1939 г.)